# Claudia Florentino
Claudia Florentino Vivó (* 10. März 1998 in Valencia) ist eine spanische Fußballspielerin. Zumeist wird sie als Innenverteidigerin eingesetzt.

## Karriere
Claudia Florentino begann bei Deportivo La Rambleta CF, einem kleinen Verein aus Valencia, mit dem Fußballsport. Im Jahr 2009 wechselte sie zum FC Valencia. Ihr Debüt in der ersten Mannschaft und in der Primera División feierte sie am Ende der Saison 2014/15. In den folgenden zwei Spielzeiten brachte sie es auf weitere zehn Einsätze in der ersten Liga und kam zumeist von der Bank, spielte parallel dazu jedoch auch in der B-Mannschaft des Klubs in der zweiten Spielklasse. Im Sommer 2017 wechselte Claudia Florentino innerhalb der ersten Division zu Fundación Albacete, der Frauenfußballsektion von Albacete Balompié, wo sie sich von Beginn an einen Stammplatz in der Innenverteidigung sichern konnte. Die Saison 2018/19 beendete die Mannschaft nur auf dem 16. und letzten Platz und es erfolgte der Abstieg in die zweite Spielklasse. In der durch die COVID-19-Pandemie verkürzten Saison 2019/20 bestritt Claudia Florentino alle 21 Spiele in voller Länge, ihre Mannschaft landete auf dem dritten Platz in der Gruppe Süd der zweiten Liga.
Ihre guten Leistungen in der Abwehr blieben nicht unbemerkt und so unterschrieb Claudia Florentino im September 2020 für die neugegründete Frauenfußballsektion von Real Madrid. Bei den Königlichen konnte sie sich keinen Platz in der Stammmannschaft sichern, kam jedoch insbesondere während ihrer ersten Spielzeit neben Ivana Andrés und Babett Peter immer wieder zum Einsatz und brachte es auf 20 Spiele, mit ihrem Klub erreichte sie den zweiten Platz in der Meisterschaft. In den folgenden Jahren wurde sie jedoch immer seltener berücksichtigt. Ihr Debüt in der Women’s Champions League feierte Claudia Florentino am 6. Oktober 2021 gegen Schytlobud-1 Charkiw, im Laufe der Saison brachte sie es auf fünf Einsätze im kontinentalen Wettbewerb und erreichte mit Real Madrid bei der ersten Teilnahme des Klubs das Viertelfinale. In der Saison 2022/23 kam sie nur auf acht Einsätze in der Liga sowie jeweils einen im Pokal und der Champions League. 
Im Anschluss an die Spielzeit verließ Claudia Florentino Real Madrid und unterschrieb für ihren ehemaligen Verein FC Valencia.